# The Blues, a Musical Journey
The Blues, a Musical Journey est la bande-son de Martin Scorsese Presents... the Blues, une série documentaire sur le blues. Le coffret a été publié en 2003 et vient du Hip-O Records. Ce coffret tente de présenter l'histoire du blues depuis l'avènement de la musique enregistrée de ses précurseurs comme le ragtime jusqu'à des musiques d'aujourd'hui.
Il propose une étude des différentes sous catégories du blues et les styles de musique, ainsi que les plus remarquables artistes du blues au fil du temps.
En 2004, le coffret a remporté deux Grammy Awards pour le meilleur album historique. Cette même année, il a été n° 2 sur Billboard Top album.